# Abdij van Valbenoîte

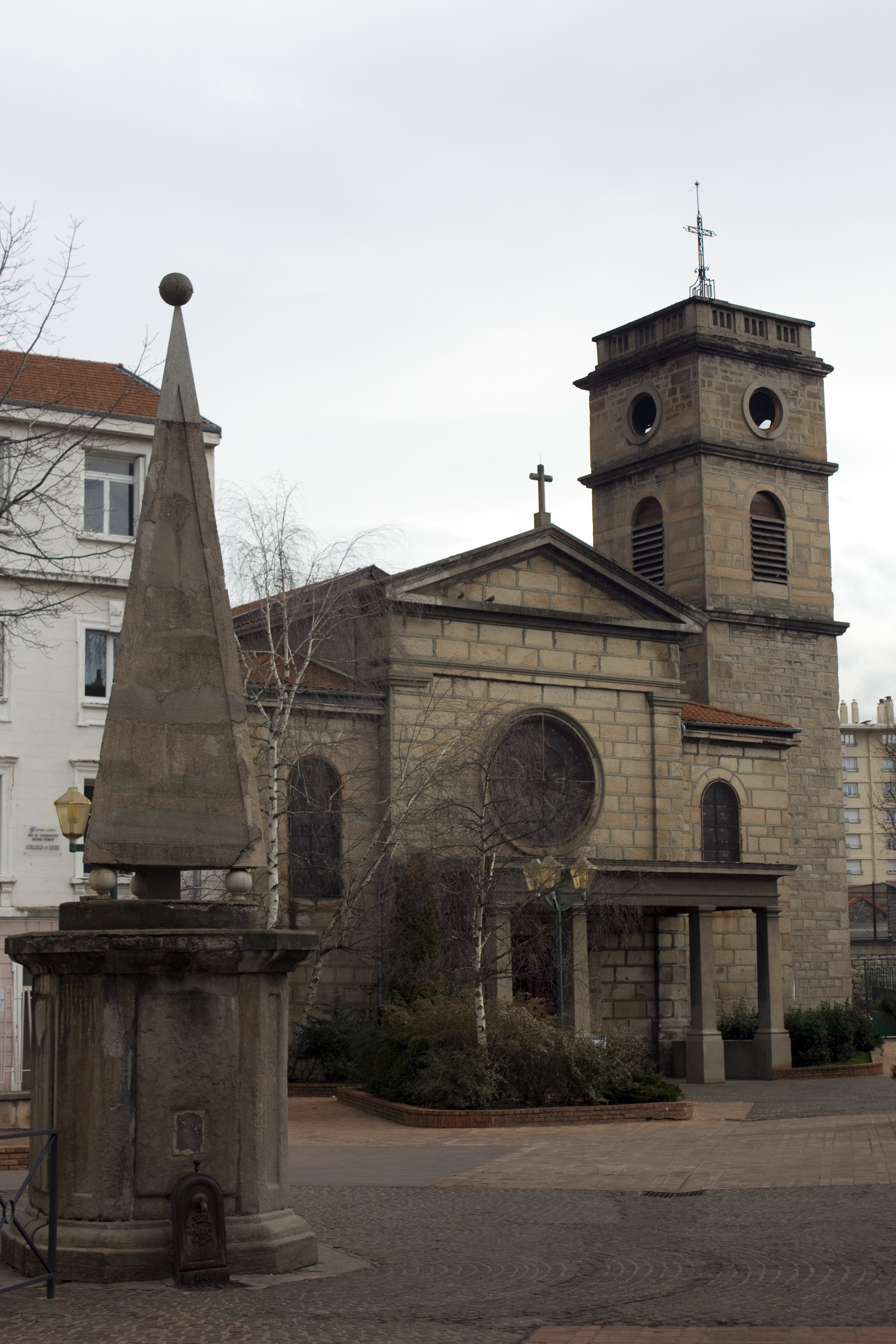
Abdijkerk

De Abdij van Valbenoîte (Vallis Benedicta) is een voormalige cisterciënzer abdij in de stad Saint-Étienne in het departement Loire in de regio Auvergne-Rhône-Alpes in Frankrijk. De abdij was gelegen in de nabijheid van de rivier Furan.

## Geschiedenis
De abdij werd in 1184 door graaf Guy van Forez als dochterklooster van de Abdij van Bonnevaux gesticht. Voor de bouw van de abdij moest eerst een moerassig gebied drooggelegd worden. De naam van de stad Saint-Étienne werd rond deze tijd voor het eerst in de boeken vermeld. Het klooster bezat een aantal uithoven zoals die van l’Oeuvre in de nabije omgeving, de van Graix in Mont Pilat en die van Pleiney en Verney. In 1359 moesten de vier in het klooster levende monniken vluchten voor de Engelse en Navarrese troepen in de Honderdjarige Oorlog en zij konden in de vijftiende eeuw pas weer in de abdij terugkeren. In 1380 werd het klooster van de beschadigde abdij weer opgebouwd. In 1570 plunderden de protestanten onder leiding van Gaspard de Coligny het klooster dat in de zestiende eeuw in de handen van de commanderij was gevallen. De monniken werden geseculariseerd en het klooster werd gesloopt. De restauratie werd pas in de zeventiende eeuw uitgevoerd en uit deze tijd stamt het portaal. Het klooster brandde in 1779 af. In 1790 tijdens de Franse Revolutie werden de veertien (volgens sommige bronnen vier) in het klooster levende monniken uit de abdij verdreven. De abdijkerk werd tot een parochiekerk omgebouwd en de abdij werd als rusthuis voor Maristen ingericht, die daarna als instituut van Notre-Dame van Valbenoîte door het leven ging.

## Gebouwen
Van de oorspronkelijk uit 1222 stammende abdijkerk stammen het priesterkoor uit het einde van de twaalfde eeuw en het schip uit de dertiende eeuw. De façade en de eerste travee van het schip stammen uit de negentiende eeuw. De overige gebouwen stammen uit de zeventiende en achttiende eeuw.